# Antsulaid
Antsulaid ist eine unbewohnte Inselgruppe 210 Meter von der größten estnischen Insel Saaremaa entfernt. Die Inselgruppe liegt in Kihelkonna im Kreis Saare. Sie besteht aus den Inseln mit den Größen Suur Antsulaid mit 3,644 Hektar und Väike Antsulaid 1,756 Hektar. Beide Inseln gehören zum Nationalpark Vilsandi. Sie liegen in der Bucht Kiirassaare laht.